# Carroccio

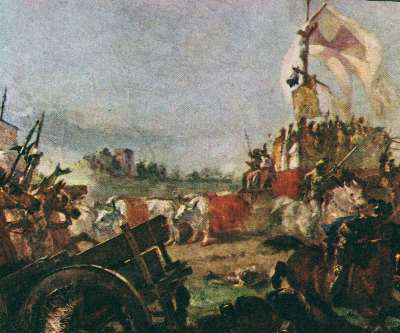
Carroccio z Legnano, mal. Amos Cassioli

Carroccio – rydwan, wóz bojowy zaprzężony w woły, używany przez armie średniowiecznych republik i księstw włoskich. Była to prostokątna platforma na pełnych, drewnianych kołach, na której umieszczano sztandar miasta i ołtarz polowy, gdzie kapłan odprawiał mszę przed bitwą, i z której trębacze zagrzewali wojsko do boju. 
W bitwie carroccio było otoczone przez najwaleczniejszych żołnierzy armii i służyło zarówno jako punkt dowodzenia, jak i palladion mający stać na straży honoru miasta; jego zagarnięcie przez nieprzyjaciela uważane było za straszliwą klęskę i hańbę. Po raz pierwszy użyte zostało przez Mediolańczyków w 1038 roku i odgrywało wielką rolę w wojnach Ligi Lombardzkiej z cesarzem Fryderykiem Barbarossą. Później zostało zaadaptowane przez inne miasta jak Florencja, która wykorzystała ów pojazd na polu bitwy w roku 1228. 
Florentyńskie carroccio poprzedzało zazwyczaj mniejszy wóz, na którym znajdowała się martinella, dzwon przekazujący wojsku dźwiękowe rozkazy w czasie bitwy. Gdy zachodziło prawdopodobieństwo wojny martinellę wieszano na drzwiach kościoła Marii Panny na Mercato Nuovo we Florencji, skąd ostrzegała swym dzwonieniem mieszkańców przed nadciągającym niebezpieczeństwem. W czasach pokojowych carroccio było przechowywane w domach wybitnych obywateli odznaczających się w pracach na rzecz społeczności.